# Burden (Kansas)
Burden – miasto położone w hrabstwie Cowley.